# Ishëm
Ishëm è una frazione del comune di Durazzo in Albania (prefettura di Durazzo).
Fino alla riforma amministrativa del 2015 era comune autonomo, dopo la riforma è stato accorpato, insieme agli ex-comuni di Katund i Ri, Manëz, Rrashbull, Sukth a costituire la municipalità di Durazzo.

## Località
Il comune era formato dall'insieme delle seguenti località:
- Likmetaj
- Kertushaj
- Kapidanaj
- Gjuricaj
- Lalez
- Kuraten
- Bize
- Drac
- Shetaj
- Shkafane